# 戈巴尔当格阿
戈巴尔当格阿（Gobardanga），是印度西孟加拉邦North Twentyfour Parganas县的一个城镇。总人口41618（2001年）。

## 人口
该地2001年总人口41618人，其中男性21128人，女性20490人；0—6岁人口3798人，其中男1924人，女1874人；识字率79.55%，其中男性为84.31%，女性为74.66%。